# Alain Porthault
Alain René Porthault (ur. 15 lipca 1929 w Vervins, zm. 25 listopada 2019 w Paryżu) – francuski zawodnik rugby union oraz lekkoatleta specjalizujący się w krótkich biegach sprinterskich, dwukrotny uczestnik letnich igrzysk olimpijskich.

## Kariera lekkoatletyczna
Wystąpił w sztafecie 4 × 100 metrów na igrzyskach olimpijskich w 1948 w Londynie, lecz sztafeta Francji nie ukończyła biegu eliminacyjnego. Na kolejnych igrzyskach olimpijskich w 1952 w Helsinkach Porthault odpadł w półfinale biegu na 100 metrów, natomiast wspólnie z Étienne’em Ballym, Yves’em Camusem oraz René Bonino awansował do finału biegu sztafetowego 4 × 100 metrów, w którym reprezentacja Francji zajęła 5. miejsce.
Był mistrzem Francji w biegu na 100 metrów w 1949, wicemistrzem na tym dystansie w 1948 oraz brązowym medalistą w 1950.
26 lipca 1952 w Helsinkach ustanowił rekord Francji w sztafecie 4 × 100 metrów czasem 40,8 s. Jego rekord życiowy w biegu na 10-0 metrów pochodził z 1948 i wynosił 10,7 s.

## Kariera w rugby union
W latach 1951–1953 siedmiokrotnie wystąpił w reprezentacji Francji na pozycji skrzydłowego. Był członkiem drużyny, która w 1951 zajęła 2. miejsce w Pucharze Pięciu Narodów.